# Süddeutscher Zollverein

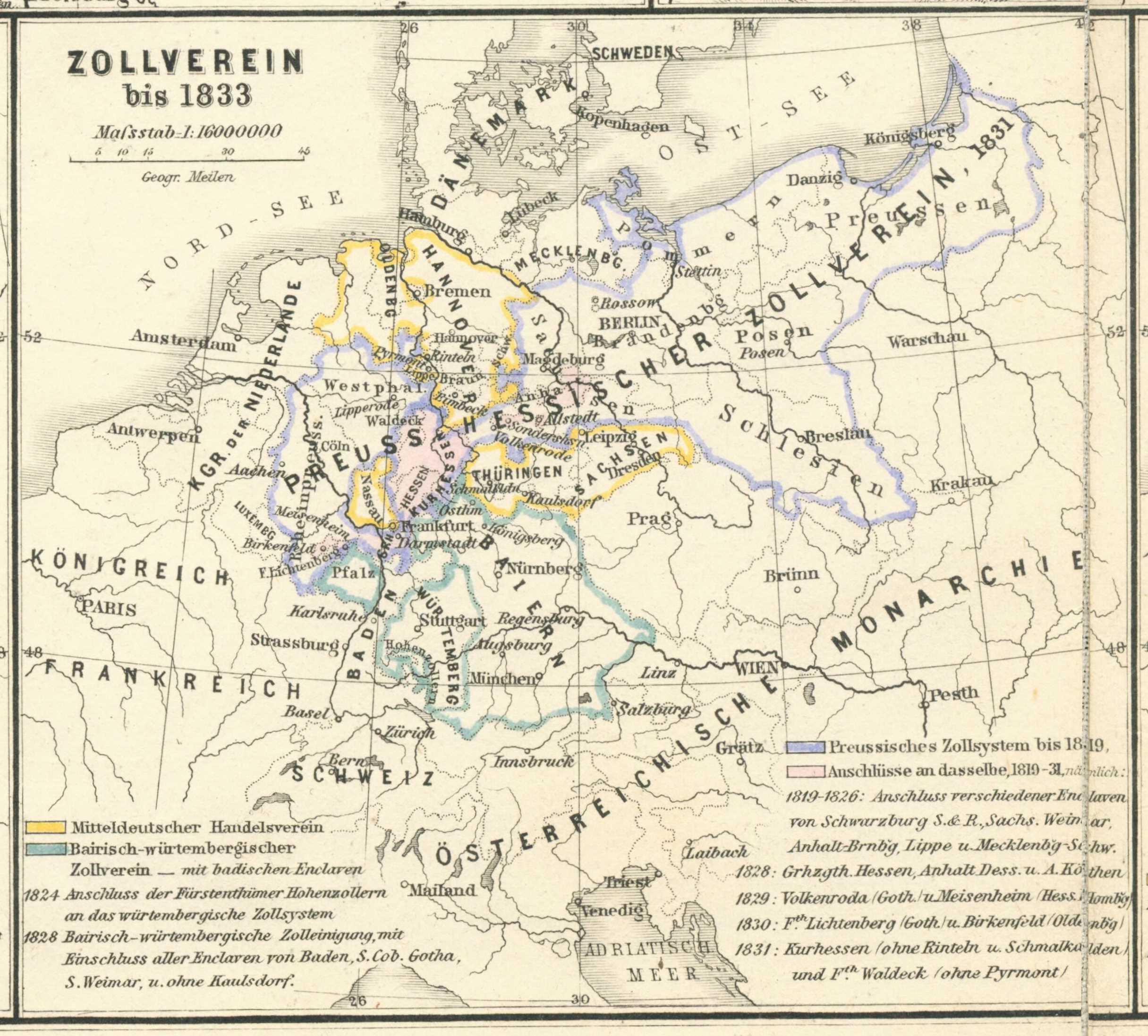
Der süddeutsche Zollverein auf einer Karte von 1872

Der Süddeutsche Zollverein war das Projekt eines einheitlichen Zollgebiets verschiedener Staaten des Deutschen Bundes. Nach mehreren vergeblichen Anläufen resultierte aus den Verhandlungen ein Zollvertrag zwischen dem Königreich Bayern und dem Königreich Württemberg. Der Süddeutsche Zollverein wird daher auch als bayerisch-württembergischer Zollverband bezeichnet.

## Erste Verhandlungen ab 1820
Am 19. Mai 1820 unterzeichneten die süddeutschen Staaten Baden, Bayern, Hessen-Darmstadt, Württemberg und einige mitteldeutsche Kleinstaaten mit der Wiener Punktation eine Absichtserklärung, in der sie sich verpflichteten, über eine Zollunion zu verhandeln. Diese Gespräche wurden im September desselben Jahres in der hessischen Residenzstadt Darmstadt aufgenommen. Bei den Darmstädter Zollverhandlungen zeigte sich jedoch recht bald, wie unterschiedlich die Interessen der einzelnen Staaten waren. So drängten Bayern und Württemberg auf einen protektionistischen Zollverein mit hohen Außenzöllen, während Baden, Nassau und Hessen-Darmstadt einen freihändlerischen Kurs wünschten. Geeint wurden die Staaten nur durch die gemeinsame Furcht vor einer politischen und wirtschaftlichen Übermacht Preußens.
Ende November 1820 legte der badische Verhandlungsführer Karl Friedrich Nebenius einen Zollunionsentwurf als Verhandlungsgrundlage vor. Aufgrund der unterschiedlichen geographischen und wirtschaftlichen Gegebenheiten konnte jedoch keine Einigung erzielt werden. So sah Nebenius' Entwurf vor, dass die gemeinsamen Zolleinnahmen nach Einwohnerzahl und Grenzlänge aufgeteilt werden sollten, was klar Baden bevorzugte, Bayern als flächengrößter Staat drängte dagegen auf eine Verteilung nach Einwohnerzahl und Fläche. Ein weiterer Streitpunkt war der Ort der Zollerhebung. Das größte Hindernis bildeten jedoch die divergierenden wirtschaftlichen Interessen der beteiligten Staaten. Die Rheinanliegerstaaten waren aufgrund ihrer natürlichen Gegebenheiten an Freihandelspolitik interessiert, während aus den gleichen Gründen die abseits der wichtigen innerdeutschen Handelsrouten liegenden Staaten ein Interesse an hohen Schutzzöllen hatten, um ihre einheimische Produktion, die bisher problemlos den eigenen Markt beliefert hatte, nicht zu gefährden. Hinzu kam, dass der Streit um die zwischen Bayern und Baden aufgeteilten Besitzungen der Pfalz, die Sponheimer Frage, die Beziehungen zwischen diesen beiden Staaten ständig belastete. Nachdem sich die Verhandlungen immer mehr festgefahren hatten, beendete der Gastgeber Hessen-Darmstadt am 3. Juli 1823 seine Teilnahme an der Konferenz, um sein veraltetes Zollsystem selbst zu modernisieren, da auf eine baldige Gemeinschaftsregelung nicht mehr zu hoffen war.
Damit waren die Darmstädter Zollverhandlungen endgültig gescheitert, nachdem die thüringischen Kleinstaaten mit dem Vertrag von Arnstadt schon im Dezember 1822 aus der gemeinsamen Linie ausgeschert waren und sich zuerst untereinander um eine Einigung bemühen wollten. In der darauffolgenden Zeit kam es zu mehreren bilateralen Kontakten. So mündeten Verhandlungen zwischen Hessen-Darmstadt und Baden am 10. September 1824 in einen Handelsvertrag, der allerdings nicht lange Bestand hatte. Er regelte die Zollfreiheit und Tarifermäßigung bestimmter Produkte im gegenseitigen Handel und zielte darauf, die gegenseitigen Zollgesetze nach und nach anzugleichen. Diese Bemühungen führten dazu, dass sich die meisten Staaten zu einem erneuten Verhandlungsversuch bereitfanden.

## Zweite Verhandlungsrunde ab 1825

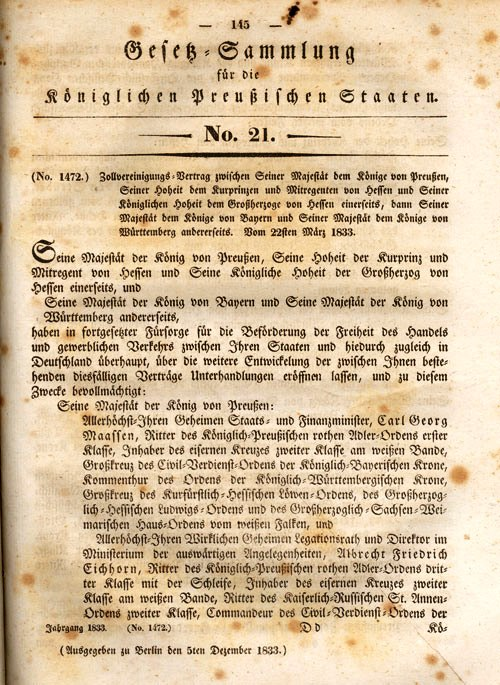
Preußisches Gesetzblatt mit Abdruck des Zollvereinigungsvertrags zwischen dem hessisch-preußischen und dem süddeutschen Zollverein vom 22. März 1833

Bayern und Württemberg einigten sich im Oktober 1824 auf einen gemeinsamen Entwurf, Hessen-Darmstadt und Baden vereinbarten im November desselben Jahres im Heidelberger Protokoll ein gemeinsames Vorgehen. Allgemein wurde davon ausgegangen, dass die Staaten von den Darmstädter Vorgängen gelernt hatten und kompromissbereiter verhandeln würden. So begannen im Februar 1825 in Stuttgart erneute Gespräche über eine süddeutsche Zollunion zwischen Baden, Bayern, Hessen-Darmstadt, Nassau und Württemberg. Wieder war jedoch über die Tarifpolitik keine Einigung zu erzielen. Auch war das Verhältnis zwischen Baden und Bayern durch die Sponheimer Frage so zerrüttet, dass an eine Einigung zwischen diesen Kontrahenten nicht zu denken war. Baden verließ am 6. August 1825 die Stuttgarter Konferenzen, Nassau schloss sich diesem Schritt an, kurz darauf auch Hessen-Darmstadt. Die aufgrund des schon früh voraussehbaren Scheitern der Stuttgarter Verhandlungen durchgeführten Veränderungen im badischen Zollsystem führten dazu, dass die hessische Regierung den bestehenden Handelsvertrag zum Jahresbeginn 1826 kündigte und 1828 mit Preußen den Preußisch-Hessischen Zollverein gründete.
Als Ergebnis dieser Konferenzen blieb, dass die Zolleinheitsbestrebungen im Süden sich weiter vertieften. So wurde am 12. April 1827 ein Vorvertrag geschlossen. Die Regierungen von Baden, Großherzogtum Hessen und Nassau zum Beitritt eingeladen, lehnten denselben ab. Als sich diesem kein weiterer Staat anschloss, unterzeichneten am 18. Januar 1828 Bayern und Württemberg den Vertrag über die Gründung des Süddeutschen Zollvereins. Seit dem 20. Dezember 1829 wurde dann auch der Rheinkreis, die spätere Pfalz (Bayern), vollständig in den süddeutschen Zollverein eingegliedert.

## Bestimmungen
Im Folgenden galten die Bestimmungen:
- Die bisher an den gemeinschaftlichen Grenzen bestehenden Zollerhebungsstellen werden aufgelöst, und die sämtlichen Zölle fernerhin, sowohl an den Grenzen als bei den inneren Zollämtern, für gemeinschaftliche Rechnung erhoben.
- Beide Regierungen verzichten auf einseitige Anordnungen und Verträge mit nicht zum Vereine gehörigen Staaten.
- Der Reinertrag der Zölle wird nach dem Verhältnis der Bevölkerung geteilt und deren Stand von drei zu drei Jahren durch eine genaue Volkszählung ermittelt.
- In jedem Staate besteht eine eigene und selbstständige Zolladministration und bei jeder derselben ein ständiger Generalbevollmächtigter des anderen Vereinsstaates zur Kontrolle mit bestimmten begrenzten Befugnissen.
- Für die alle Staaten des Vereins umfassende Kontrolle der Zollscheine wird eine gemeinschaftliche Anstalt gebildet.
- Die jährliche Abrechnung nach Monatsrechnungen der Erhebungsämter findet zwischen den Oberzoll-Administrationen statt.
- Allgemeine Anordnungen können, mit Ausnahme dringender Fälle, nur im gemeinsamen Einverständnis stattfinden.
- Die verschiedenen Zollbediensteten stehen unter der ausschließenden Aufsicht desjenigen Staates, welchem sie angehören, sie werden jedoch dem Vereine nach einer verabredeten Formel verpflichtet.
- Die Kosten der Generaladministration, alle Pensionen, Ruhegehalte werden von jeder Regierung auf private Rechnung übernommen, dagegen die Kosten der Zentral-Kontrollanstalt der äußeren Zollerhebungs- und Aufsichtsstellen und sonstige Verwaltungskosten auf Rechnung des Vereins bestritten.
- Die polizeilichen Verfügungen über den gegenseitigen Besuch der Märkte, den Hausirhandel und die Bestimmungen über Gewerbsprivilegien bleiben den respectiven Regierungen vorbehalten.
- Alle Zollbefreiungen Rückvergütungen oder sonstige Vergütungen fallen auf Rechnung derjenigen Regierung, welche sie gewährt.
- Alle Stapel- und Umschlagsrechte sind aufgehoben. Für Lagerhaus- und Zollanstalten ist für jeden Staat ein Maximum festgesetzt, Überschreitungen können auf eigene Kosten der betreffenden Regierung stattfinden.
- Weggelder, Wasserzölle, Brücken- und Pflasterzölle, Kräne-, Werft- und dergleichen Gebühren bleiben der privativen Erhebung vorbehalten. Weggeld und Wasserzoll soll niemals 2 Pf. vom Hundertsten und der Stunde überschreiten.
- Brücken- und Pflasterzölle sollen niemals als eine Finanzquelle benutzt werden
- Konsumabgaben, welche von gewissen inländischen Genuß- und Verbrauchsgegenständen erhoben werden, können in gleichem Betrage von jedem Vereinsstaate auch von den Gegenständen derselben Art, welche aus dem Gebiete eines benachbarten fremden oder zum Vereine gehörigen Landen kommen, erhoben werden.
- Die Salzregale werden beiderseits aufrechterhalten und besondere Bestimmungen über Einfuhr und Transport des Salzes getroffen.
- Für die Beförderung der gemeinschaftlichen Vereinsangelegenheiten tritt jährlich ein General-Kongress zusammen, aus zwei bayrischen und zwei württembergischen Abgeordneten aus wechselndem Direktorium. Dieser Kongress hat über die notwendigen Abänderungen des Grundvertrags, der Organisation der Verwaltung, der Zollordnung und des Tarifs sich zu vereinigen, die administrativen Rechenschaftsberichte der Oberzoll-Administrationen zu prüfen, die Hauptrechnungen festzustellen, den Etat festzusetzen und die Beschwerden und Verfügungen der Oberzoll-Administrationen zu entscheiden. In letzterem Falle konstituiert sich der Kongress unter Zuziehung von Sachverständigen als Kompromissgericht.
- Das bayrische Gewicht und Maß wird dem gemeinschaftlichen Tarif zu Grunde gelegt und die Zollabgaben hiernach erhoben.

## Wirkung
Der Süddeutsche Zollverein hatte allerdings erhebliche Probleme. So wurden 44 % der Einnahmen durch Verwaltungskosten aufgezehrt. Die Einnahmen pro Kopf der Bevölkerung lagen nur bei 9 1/2 Groschen, während der preußisch-hessische Zollverbund auf 24 Groschen pro Kopf kam. Insgesamt war das Gebiet der beiden beteiligten Staaten für einen eigenen Verbund zu klein. Als sich abzeichnete, dass es zu keinem Zollverein mit Österreich und Preußen kommen würde, mussten sich Bayern und Württemberg für einen Partner entscheiden. Da Österreich sein eigenes Schutzsystem nicht aufgeben konnte, blieb nur ein Zusammengehen mit Preußen übrig. Mit Vertrag vom 22. März 1833 schlossen Bayern und Württemberg daher den Zollvereinigungsvertrag mit Preußen und Hessen-Darmstadt ab. Zum 1. Januar 1834 ging der Süddeutsche Zollverein damit im Deutschen Zollverein auf.
Die Bestimmungen über den Zollverein waren Grundlage für die systematische Volkszählung. Ebenso ist hier eine Umsetzung zu erkennen in der Vereinheitlichung von Maßen und Gewichten, welche durch den späteren Deutschen Zollverein 1834 Umsetzung fand.